# La Chambre de Mariana (film)
Pour le roman d'Aharon Appelfeld publié en 2006, voir La Chambre de Mariana.
Pour plus de détails, voir Fiche technique et Distribution.
La Chambre de Mariana est un drame historique réalisé par Emmanuel Finkiel et sorti en 2025,. 
Le film, adapté du roman homonyme d'Aharon Appelfeld
, 
est une coproduction française, belge, hongroise, israélienne et portugaise

## Synopsis
En 1943, en Ukraine (alors sous occupation nazie), une mère confie son fils juif, Hugo, 12 ans, à sa meilleure amie Mariana, prostituée qui vit dans une maison close. Mariana cache le garçon dans le placard de sa chambre.

## Fiche technique
Sauf indication contraire, les informations mentionnées dans cette section peuvent être confirmées par les bases de données cinématographiques IMDb et Allociné,  présentes dans la section « Liens externes ».
- Titre original : La Chambre de Mariana
- Réalisation : Emmanuel Finkiel
- Scénario : Emmanuel Finkiel, d'après l'œuvre d'Aharon Appelfeld
- Musique :
- Décors : Yvett Rotscheid
- Costumes : Gaëtane Paulus
- Photographie : Alexis Kavyrchine
- Son : Antoine-Basile Mercier, Paul Heymans, Olivier Dô Huu
- Montage : Anne Weil
- Production : David Gauquié, Julien Deris et Olivier Delbosc
  - Production associée : Jean-Luc Ormières, Sivan Cohen, Émilien Bignon et Jean-Luc Olivier
  - Coproduction : Viktoria Petranyi, Joseph Rouschop et Ruth Cats
  - Pays de production :  France,  Belgique,  Hongrie,  Israël et  Portugal
  - Société de production : Tarantula Belgique, Curiosa Films, Metro Communications, Cinéfrance, Proton Cinéma, Sunshine Films Production et Arte France
- Société de distribution : Ad Vitam et WestEnd Films
- Langue originale : ukrainien, allemand, yiddish et russe
- Format : couleur — 2,39:1 — son 5.1
- Genre : Drame historique
- Durée : 131 minutes
- Sortie en salles: 1er février 2025 aux Pays-Bas (à Rotterdam), 23 avril 2025 en France.

## Distribution
- Mélanie Thierry : Mariana
- Artem Kyryk : Hugo
- Julia Goldberg : Yulia
- Yon Rozenkier : Yacov
- Minou Monfared : Anna

## Production
Après Voyages (1999) et La Douleur (2017), Emmanuel Finkiel ne pensait pas tourner un autre film sur la Shoah jusqu'à ce que le producteur Olivier Delbosc lui propose l'adaptation du roman de Aharon Appelfeld qui lui rappelle l'histoire de son père. « Je me suis rendu compte que La Chambre de Mariana contenait un aspect important qui manquait dans mes premiers films : le désir de vivre. Les personnages de Voyages et de La Douleur sont phagocytés par une absence qui les rend eux-mêmes absents de la vie. » déclare le réalisateur à Télérama. 
Il auditionne des actrices ukrainiennes pour le rôle de Marianna mais finalement le confie à Mélanie Thierry avec qui il a tourné Je ne suis pas un salaud (2016) et La Douleur (2017). L'actrice apprend l'ukrainien pendant près de deux ans. « J'ai fait des essais avec des comédiennes ukrainiennes, qui avaient été parfaites si j'avais opté pour un traitement naturaliste. Or, le peronnage de Marianna est plus complexe, hors norme, très romanesque, à la fois feu follet et tragique » déclare Finkiel à Télérama,. Toute la distribution est composée d'acteurs et d'actrices ukrainiens à part l'actrice française.
Initialement prévu en Ukraine, le tournage est délocalisé en Hongrie en raison de l'Invasion de l'Ukraine par la Russie en 2022. Il a lieu du 23 mai 2023 au 18 juillet 2023 à Budapest et dans ses environs.
Le film n'est sélectionné dans aucun grand festival (Mostra de Venise, Berlinale). Retenu par Thierry Frémaux pour le Festival de Cannes 2024, il n'est finalement pas sélectionné. « Thierry
Frémaux nous avait fait le même cinéma pour « la Douleur ». [...] Après, Cannes, c'est particulier : c'est entre Thierry Frémaux et moi. Il m'est arrivé d'avoir une phrase injurieuse à son encontre. J'avais cette croyance d'enfant que la qualité du film était le seul critère, la gloire du Festival de Cannes. Puis j'ai pu remarquer que souvent les films sélectionnés, en particulier français, en étaient assez éloignés. Le signifiant Cannes, pour moi, est tombé dans les chiottes. Il n'empêche, ça a été douloureux. » déclare le réalisateur au Nouvel Observateur.